# La Kiffance
Singles de Naps
En Boucle
(2020) Sans limites
(2021)
Clip vidéo
[vidéo] « La Kiffance », sur YouTube
Pistes de Les mains faites pour l'or
J'fais la passe
(2) Sans limites
(4)
La Kiffance est un single du rappeur français Naps sorti le 26 février 2021 au sein de l'album Les mains faites pour l'or. Le single est certifié triple disque de diamant et reste dix semaines (non consécutives) premier du classement français. Le titre de la musique viendrait du mot kiffer auxquels le suffixe -ance a été rajouté pour signifier un état plaisant actuel, un moment de bonheur.

## Clip vidéo
Le clip vidéo musical est le plus vu en France sur YouTube en 2021, totalisant 107 millions de lectures en décembre 2021.

## La Kiffance Tour
A la fin du clip Artiste, Naps annonce que La Kiffance est certifié triple single de diamant, qu'il est numéro un dans toute la France, qu'il est la révélation francophone de l'année, que La Kiffance est le titre le plus streamé de l'année, et qu'il a donc décidé de nommer sa future tournée La Kiffance Tour.

## Accueil commercial
En juin 2021, la chanson est certifiée single de diamant en France. Il lui a été donné dans l'émission TPMP. En août, elle devient double single de diamant. Le titre reste 10 semaines non consécutives numéro 1 en France en 2021.

## Classement par pays
| Classements (2021)                      | Meilleure position |
| --------------------------------------- | ------------------ |
| France (SNEP)                           | 1                  |
| France (SNEP Radio)                     | 38                 |
| Suisse (Schweizer Hitparade)            | 18                 |
| Belgique (Wallonie Ultratop 50 Singles) | 5                  |

| Classements (2021)                      | Position |
| --------------------------------------- | -------- |
| Belgique (Wallonie Ultratop 50 Singles) | 9        |
| Suisse (Schweizer Hitparade)            | 54       |
| France (SNEP)                           | 1        |

## Certification
| Région | Certification | Ventes/Streams |
| --- | ------------- | -------------- |
| France (SNEP)                                                                                             | Diamant       | 150 000 000*   |
| *Ventes selon la certification xNon précisé par la certification ‡ventes/streaming selon la certification |               |                |

## Popularité
La chanson est considérée comme le « tube de l'été » 2021, étant notamment le morceau le plus streamé de l'année sur Spotify France,. En conséquence, elle est parfois aussi appelée « chanson de l'année ».
C'est la chanson la plus écoutée au passage du nouvel an 2022,. En janvier 2022, elle cumule 145 millions d'écoutes sur les plateformes de streaming.
La chanson est nommée en tant que single de l'année aux Victoires de la musique 2022.